# 3.7厘米KwK 38炮(t)
The 3.7 cn ÚV vz. 38 (捷克語：útočná vozba), 原廠編號 Škoda A7，是二次大戰前由捷克的Skoda works所製造的3.7公分口徑的戰車砲。
它的主要用途是捷克製LT-38戰車的主砲。於1938年末起服役於捷軍，1939年3月德國併吞捷克之後，鑑於此車設計優良，遂以Pz.38(t)的名號繼續使用，一直到大戰後期都還能看到此車的變種繼續為德國在各地奮戰。
A7砲的主要使用者為德意志國防軍，同時被命名為3.7 cm KwK 38 (t)。

## 彈藥
在德軍服役時，除了通用的高爆彈以外，亦發射兩種不同的反戰車砲彈。主要使用PzGr. 39 穿甲彈(APCBC)，也有發射較少見的硬芯穿甲彈：PzGr. 40 APCR
| Pzgr. 39 (APCBC) | 762 m/s（2,500 ft/s） | 41 | 35 | 29       | 24       | 無效射擊 |
| Pzgr. 40 (APCR)  | ???                   | 64 | 34 | 無效射擊 | 無效射擊 | 無效射擊 |